# Фобург

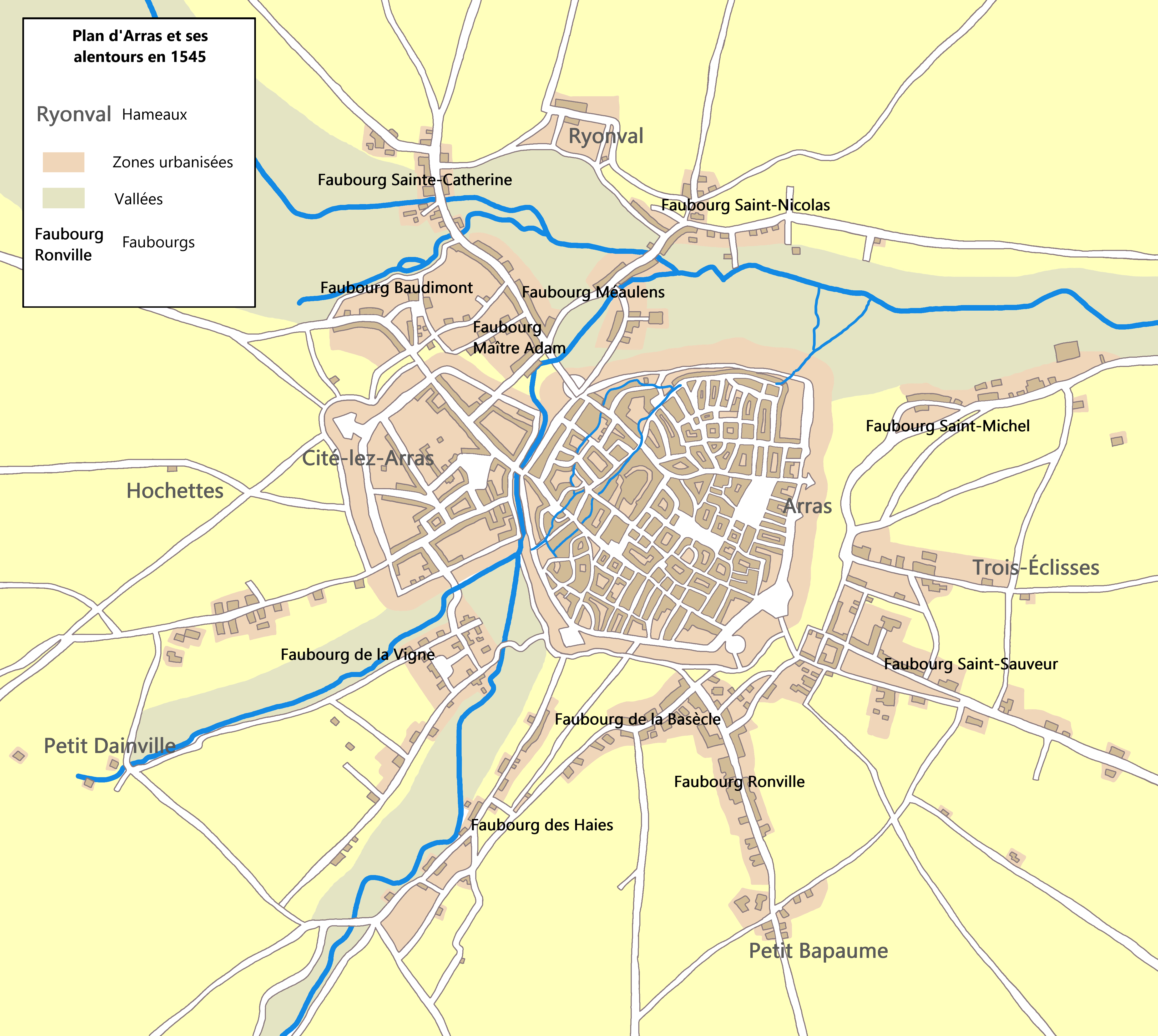
План города Аррас в 1545 году. Отчетливо видны три части городского пространства: сите, бург и фобурги.

Фобург (фр. Faubourg) — предместье или часть средневекового города, расположенная вне городских стен. Фобурги возникли в Средневековье и существовали до конца XIX века. 

## Этимология
Галлицизм. В современном французском языке термин обозначает исторические кварталы, ранее располагавшиеся вне городских стен, а также современные районы, расположенные на периферии города. Происходит от старофранцузского fors и borc, что буквально означает «вне города (бурга)», а также от faulx bors в значении «не город».

## Европа

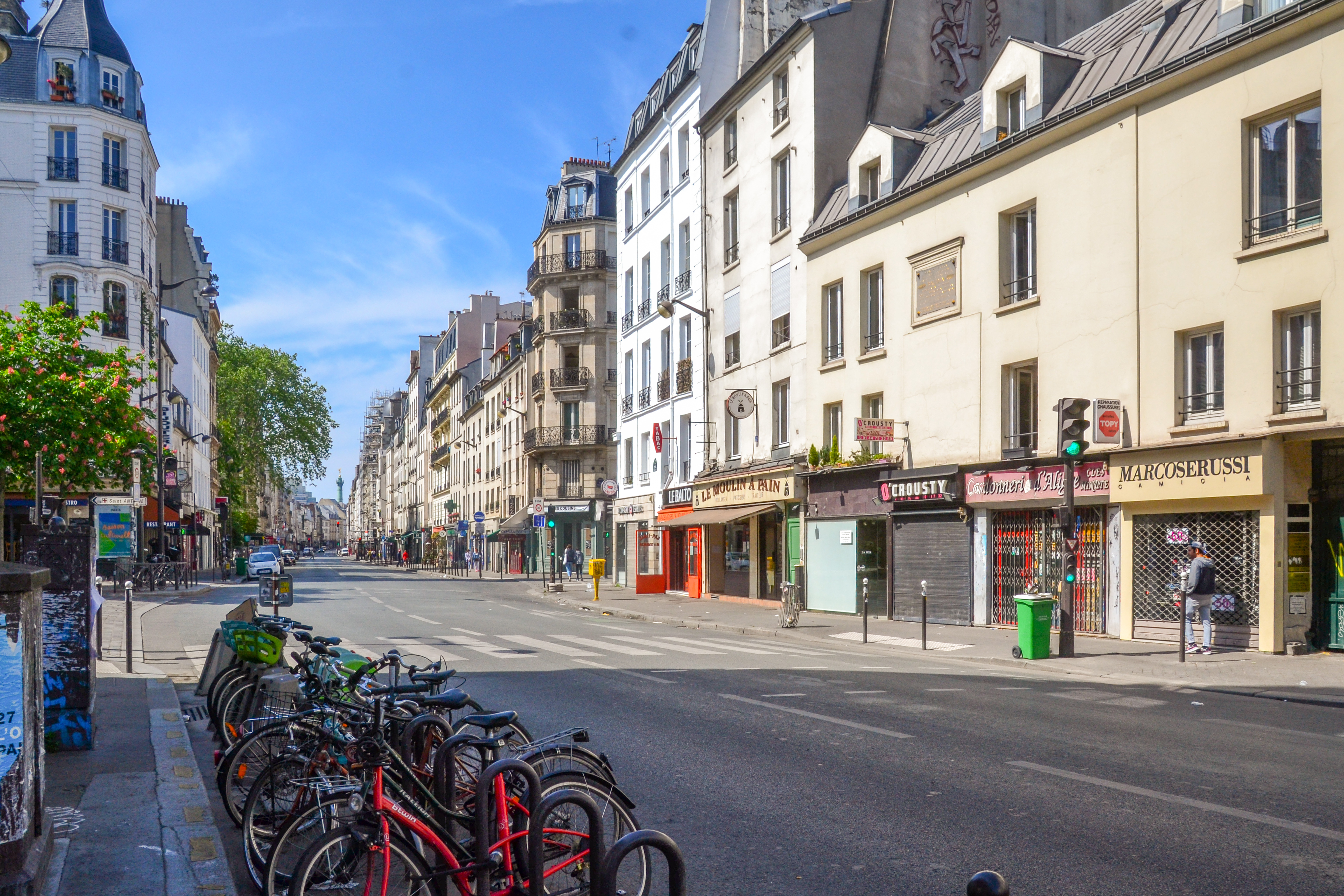
Улица Фобур-Сент-Антуан в Париже. В прошлом одна из двух основных транспортных осей одноимённого фобурга.

Фобурги, равно как и современные пригороды на территориях, в прошлом являвшихся частью Римской империи не ведут прямого происхождения от античных пригородов (лат. continentia). В период падения Западной Римской империи и Великого переселения народов многие городские пространства на территории большей части Европы приходили в упадок, сокращались и исчезали. Их место занимали новые, более компактные и лучше приспособленные к изменившимся реалиям поселения. Предместий и пригородов это коснулось в большей степени в виду отсутствия укреплений и возможностей для защиты при крупных вторжениях, поэтому многие из них фактически прекратили своё существование в период раннесредневекового городского кризиса. 
Расцвет фобургов пришёлся на позднее Средневековье. Именно в этот период появились большинство современных фобургов Франции. Фобурги играли важную роль в возрождении городов — в противовес центральной части города, концентрировавшей политическую и религиозную власть, фобурги являлись ремесленными и торговыми центрами средневековых городов. 
Фобурги существовали до конца XIX века, эпохи значительного роста территории городов и отсутствия необходимости в защитных укреплениях непосредственно в городской черте. В дальнейшем фобурги либо поглощались городом, быстро превращаясь в полностью урбанизированные районы, либо, чаще, становились современными пригородами. 

## Северная Америка
По аналогии с Европой, фобурги возникали и в Северной Америке около городов Новой Франции, образовавшихся по европейской модели. Фобурги существовали и остались в наименованиях некоторых кварталов в таких городах Канады и США, как Монреаль, Квебек, Новый Орлеан.